# Ajase-Komplex
Der Ajase-Komplex (jap. 阿闍世コンプレックス, Ajase kompurekkusu) ist ein 1932 von Kosawa Heisaku (古澤 平作; 1897–1968) erstmals formuliertes psychoanalytisches Konzept. Die Arbeiten zu diesem Thema sind besonders auch im Rahmen der Nihonjinron zu betrachten.

## Überblick
Kosawa beschrieb den Ajase-Komplex in seiner Schrift Der Doppelcharakter des Schuldbewusstseins – Der Ajase-Komplex, die während eines Studienaufenthaltes in Wien entstand und die er bei Sigmund Freud einreichte. Das Konzept versteht sich bewusst als Gegenmodell zum von Freud beschriebenen Ödipus-Komplex. Im Unterschied zu Freud, der Bezug auf die Figur des Ödipus aus der griechischen Mythologie nimmt, bezieht sich Kosawa auf eine buddhistische Legende vom König Ajase (Sanskrit: Ajatashatru, अजातशत्रु), um ein Modell der psychischen Entwicklung darzustellen, das sich mit den japanischen Vorstellungen vereinbaren ließ.
Im Gegensatz zu Freud geht Kosawa von einer maternellen Struktur der japanischen Gesellschaft aus. Alles psychische Geschehen in der Entwicklung eines Kindes spiele sich in der Interaktion zwischen Mutter und Kind ab. Der Vater tritt in dieser Entwicklung nicht in Erscheinung. Das Kind richte seine aggressiven Fantasien ausschließlich auf die Mutter, die im Unterschied zum Ödipuskonflikt nicht mit Strafen, sondern mit Verzeihen antwortet.
Aus diesem Verzeihen heraus erwächst für das Kind eine nicht abzutragende Schuld. Im Verlaufe der Sozialisation wird die Funktion der Mutter durch eine gesellschaftliche Gruppe substituiert.
Die Überlegungen Kosawas wurden von zwei seiner bekanntesten Schüler, Okonogi Keigo (小此木 啓吾; 1930–2003) und Takeo Doi, fortgeführt und bekannt gemacht. Okonogi hat den Ajase-Komplex als Beitrag zur Objekttheorie verstanden. Er betont den Aspekt des Aufschubs (moratoriamu von moratorium): Im Verlaufe der Sozialisation weigern sich Menschen, ihre Rolle als Erwachsene in der Gesellschaft anzunehmen.
Doi hingegen hat, mit ausdrücklichem Bezug auf Michael Balint, daraus die Theorie des Amae (der Anlehnung) entwickelt.